# Граматика корейської мови
Корейська мова — найпоширеніша мова з малої сім'ї корейських мов, що також зазнала значного впливу японської і китайської мови. Граматичні конструкції виражаються аглютинативно або післяйменниками (в чому і є схожість з японською мовою). Жителі Республіки Корея називають свою мову 한국어 (хангуго), а жителі КНДР — 조선말 (чосонмаль).
Фахівці називають корейську мову аглютинативною, номінативного ладу[джерело?].

## Діалекти
Розрізняють 6 діалектів: північно-східний, що включає корейські говори північно-східного Китаю, північно-західний, центральний, південно-східний, який має велику кількість загальних рис з північно-східним, південно-західним діалектами, а також діалект о. Чеджудо, який, як і північні діалекти, зберіг ряд архаїчних рис.
До 1894 писемною літературною корейською мовою був ханмун. Після створення в 1444 фонетичного письма (з ініціативи короля Седжона Великого) розширились можливості для розвитку літературної корейської мови. Сучасна літературна мова була кодифікована в 1933 як «стандартна мова» (пхьоджунмаль) з опорним сеульським говором центрального діалекту. В 1966 в КНДР замість «стандартної мови» був введений статус «культурної мови» (мунхвао).

## Лексика
Лексика корейської мови включає споконвіку корейські слова, ханмунні та запозичені. Більшість запозичених слів мають китайське походження, тому їх ще називають сино-корейськими словами. Яскравим цьому прикладом є наявність двох груп числівників. В останні роки намітилась тенденція до запозичення з англійської та романських мов в сеульський діалект. Є невелика кількість іншомовних слів: старі запозичення з санскриту, монгольської, чжурчженської і маньчжурської, нові — з російської, англійської та інших європейських мов, переважно в сфері спеціальної термінології[джерело?].

## Порядок слів
Схема простого непоширеного речення: SOV (підмет — додаток — присудок)
Більш розширене речення виглядає наступним чином:
Обставина часу + підмет + обставина місця / непряме доповнення + пряме доповнення + присудок

## Іменник
Іменник (з кор. 명사 мйонса) в корейській мові не має роду, але має категорію відмінка і категорію множини.

### Множина іменника
В однині іменник рівний основі. Приклади:
컴퓨터 (кхомпхютхо) один комп'ютер
장난감 (чаннангам) одна іграшка
Множина утворюється додаванням суфікса 들 (тиль). Приклади:
책 (чхек) книга → 책들 (чхектиль) книги
인형 (інхйон) лялька → 인형들 (інхйондиль) ляльки
새 (се) пташка → 새들 (седиль) пташки

### Відмінок іменника
Корейська мова має широко розгалужену систему відмінків іменника. У корейській додають різні закінчення одного й того ж самого відмінка в залежності від того чи кінчається слово на 받침 (падчхім), чи ні. 받침 — це третя приголосна літера в слові із закритим складом. Наприклад: 달 (таль) місяць, тут ㄹ і є падчхім.
Відповідно таблиця побудована таким чином — слово з падчхім/ слово без падчхім. Наприклад:
신문 (щінмун)- слово з пхадчимом, тому називний відмінок буде виглядати так 신문은 (щінмунин).
잡지 (чапчі) журнал — слово без пхадчима, тому називний відмінок буде виглядати так 잡지는 (чапчінин)
| Хангиль        | Транскрипція    | Відмінок                           | Питання         |
| -------------- | --------------- | ---------------------------------- | --------------- |
| 은 / 는        | ин / нин        | Означений називний*                | Хто? Що?        |
| 이 / 가        | і / га          | Неозначений називний               | Хто? Що?        |
| 을 / 를        | иль / риль      | Знахідний                          | Кого? Що?       |
| 의             | е*              | Родовий                            | Чий? Кого?      |
| 에             | е               | Давальний                          | Куди?           |
| 에             | е               | Давальний                          | Коли?           |
| 에게, 한테     | еге, хантхе     | Давальний                          | Кому?           |
| 에서           | есо             | Місця дії (з активними дієсловами) | Де?             |
| 에서           | есо             | Місцевий відмінок                  | Звідки?         |
| 에게서, 한테서 | егесо, хантхесо | Місцевий особи                     | Від кого?       |
| 으로 / 로      | иро / ро        | Орудний                            | Чим? Ким? Куди? |
| 과, 하고 / 와  | ква, хаго / ва  | Спільний                           | З ким? З чим?   |

- Означений називний відрізняється від неозначеного, як відповідно означений і неозначений артикль в англійській чи німецькій.
- 의 читається як «ий», але в закінченні відмінка — як «е»

Приклади використання відмінків:
Знахідний відмінок
음악을 듣습니다 (имагиль тидсимніда) Я слухаю музику;
지금 무엇을 합니까? (чігим муосиль хамнікка?) Що ви зараз робите?;

## Прикметник
Як окрема частина мови в корейській прикметник не існує. Роль прикметника відіграють дієслова стану.

### Ступені порівняння
Вищий ступінь утворюється додаванням частки 보다 (пода) до іменника, яка може посилюватись часткою 도 (то). Найвищий ступінь утворюється додаванням 가장 (каджань) або 제일 (чеіль) перед дієсловом стану (прикметником)

## Займенник
Займенник (з кор. 대명사 темйонса)

### Особові займенники
Особові займенники часто опускаються. Сам займенник має різні форми ввічливості.
|                    | 단수 (Однина)           | 단수 (Однина)                  | 단수 (Однина)      | 단수 (Однина)  | 복수 (множина)            | 복수 (множина)         | 복수 (множина) |
| 대상 (простий)     | 높이는 표현 (ввічливий) | 겸허한 표현 (скромний)         | 낮춘 표현 (грубий) | 대상 (простий) | 높이는 표현 (ввічливий)   | 겸허한 표현 (скромний) |                |
| ------------------ | ----------------------- | ------------------------------ | ------------------ | -------------- | ------------------------- | ---------------------- | -------------- |
| 1인칭 (1-ша особа) | 나 на                   |                                | 저 чо              |                | 우리 урі                  |                        | 저희 чохі      |
| 2인칭 (2-га особа) | 너 но                   | 당신 таньсін 선생님 сонсеньнім |                    | 자네 чане      | 너희 нохі 너희들 нохідиль | 당신들 таньсіндиль     |                |

### Вказівні займенники
В залежності від розташування тіла в просторі розрізняють наступні займенники:
이 (і) — тіло, що розташоване біля мовця
그 (ки) — тіло, що розташоване біля співрозмовника
저 (чо) — тіло, що рівновіддалене від обох співрозмовників
До цих займенників слід додавати службове слово 것 (кот) річ
Зведена таблиця:
|                                                        | 접두사 (префікс) | 물체 (об'єкт) | 장소 (місце)         |
| ------------------------------------------------------ | ---------------- | ------------- | -------------------- |
| 가까운 것 (близько розташовані речі до мовця)          | 이 і             | 이것 ігот     | 이곳 ігот, 여기 йогі |
| 주어진 것 (близько розташовані речі до співрозмовника) | 그 ки            | 그것 кигот    | 거기 когі            |
| 먼 것 (далеко розташовані речі)                        | 저 чо            | 저것 чогот    | 저기 чогі            |
| 선택적인 것 (питальні займенники)                      | 어느 они         | 무엇 муот     | 어디 оді             |

Наприклад:
이것이 무엇입니까? (ігосі муосімнікка?) Що це таке?
이것이 — це (досл. річ, що знаходиться біля мене)
그것이 무엇입니까? Кигосі муосімнікка? Що то таке?
그것이 — то (досл. річ, що знаходиться біля вас/тебе)

## Прислівник
Прислівник (з кор. 부사 пуса) в корейській мові виконує ті ж функції, що і прислівник в українській. Від дієслів стану прислівник можна утворити додаванням до нього частки 게 (ке)
급격하다 (кипгйокхада) → 급격하게 (кипгйокхаге) раптом

## Дієслово
Дієслово не відмінюється за родами і числами, проте має ступені ввічливості. Інфінітив дієслова закінчується на 다 (та)
Заперечує дієслово частка 안 (ан), яка ставиться перед дієсловом, або закінчення 지 않다. Дієслово 있다 (іссда) бути має особливу заперечну форму 아니다 (аніда), яка поєднується з неозначеним називним відмінком іменника.
Мовець завжди повинен брати до уваги свою соціальну позицію, а також позицію співрозмовника для того, щоб вживаючи відповідний стиль не образити останнього.

### Офіційно-ввічливий стиль
Офіційно-ввічливий стиль утворюється відкиданням закінчення інфінітива і додаванням суфіксів ㅂ니다/습니다 (мніда/симніда), відповідно без пхадчім/з пхадчім ()
가다 (када) → 갑니다 (камніда) йти
앉다 (аніда) → 앉다습니다 (ансимніда) сидіти
Якщо ж мовець хоче поставити запитання, то він буде використовувати інші — запитальні суфікси 입니까/습니까 (імнікка/симнікка).
아니다 (аніда) має форму 아닙니다 (анімніда)
Офіційно-ввічливий стиль використовується в розмові з людиною вищою за соціальним статусом, до людей похилого віку, до високопоставлених осіб. Зазвичай виражає повагу та ввічливість.
Також існує альтернативна форма — форма на 시 (сі), яка виражає особливу почесть. Вона приєднується до дієслова між основою і закінченням. Ніколи не використовується по відношенню до себе.
Заклик до спільної дії в офіційно-ввічливому стилі оформлюється закінченнями ㅂ시다/읍시다 (псіда/ипсіда) «давайте щось робити»
갑시다 (капсіда) Давайте підемо
위키백과에 기사를 씁시다!  (вікхібекквае кісариль ссипсіда)  Давайте писати статті в Вікіпедію!

### Панмаль (Дружній, не офіційний стиль)
Утворення форм залежить від того, яка голосна знаходиться в основі дієслова.
• Якщо в основі 아 (а) або 오 (о), то до самої основи додається 아 (а).
자다 (чада) → 자 (ча) спати
오다 (ода) → 와 (ва) (відбулося злиття, зазвичай таке злиття відбувається тільки в усній мові)
• В інших випадках додається 어 (о)
먹다 (мокта) → 먹어 (мого) їсти
쓰다 (ссида) → 써 (ссо)
• 하다 (хада) робити має форму 하여 (хайо) — 해 (хе)
Правила злиття основи з закінченням
1. 아 + 아 = 아, тобто 자다 (чада) → 자 (ча), а не 자아 (чаа)
2. 오 + 아 = 와, 보다 (пода) → 봐 (пва) дивитися
3. 으 + 어 = 어
4. 우 + 어 = 워
5. 이 + 어 = 여
Заклик до спільної дії в панмалі оформлюється закінченням 자 (ча) «давай щось робити»

### Неофіційно-ввічливий
Утворюється від панмаля шляхом додавання суфікса 요 до дієслова. Саме цей стиль рекомендовано вживати іноземцям. 
닭이 먼저일까요, 계란이 먼저일까요? - Що було раніше курка чи яйце?

### Часи дієслова
Інфінітив дієслова позначає теперішній час. Для позначення дії, яка відбулась в минулому потрібно додати суфікс ㅆ до панмаля (або відповідні префікси 았 (якщо в основі 아 (а) або 오 (о)), 었 (в основі всі голосні крім 아 і 오)). 하다 (хада) в минулому часі має форму 했다
우리는 가게에 갔어요 (урінин каге-е кассойо) - Ми ходили в магазин.
Простий майбутній час утворюється за допомогою вставки суфікса 겠 (кет) між основою і закінченням інфинітива. Наприклад:
하다 (хада) → 하겠다 (хагетта)
Він позначає просту дію в майбутньому.
Складний майбутній час утворюється додаванням ㄹ/을 거예(요) (ль/иль койе(йо)) до основи дієслова. Це конструкція, утворена дієприкметником майбутнього часу, службовим словом 것 (кот) річ і дієсловом-зв'язкою 이다 (іда) бути.
Для першої особи використовується форма ㄹ/을 게(요) (ль/иль ке(йо)). Часто 할께 (халькке) замінюють на 하께 (хакке).

### Дієприкметник
Дієприкметник має три часові форми: теперішнього, минулого і майбутнього часу
Не змінюється ні за числами, ні за відмінками. Виражає конструкцію (поширене означення) «А, яке В»
| Час дієприкметника | Форма | Транскрипція | Приклад                                                     |
| ------------------ | ----- | ------------ | ----------------------------------------------------------- |
| Теперішній         | 는    | нин          | 제가 보는 영화 (чега понин йонхва) Фільм, який я дивлюся    |
| Минулий            | 은/ㄴ | ин/н         | 제가 본 영화 (чега пон йонхва) Фільм, який я дивився        |
| Майбутній          | 을/ㄹ | иль/ль       | 제가 볼 영화 (чега поль йонхва) Фільм, який я буду дивитися |

## Наказовий спосіб
Як і більшість дієслівних форм має рівні ввічливості, що фактично і виражає в нашому розумінні грубість чи повагу мовця.
| Стиль                                             | Стверджувальна форма                    | Заперечна форма           |
| ------------------------------------------------- | --------------------------------------- | ------------------------- |
| Високий (відповідає офіційно-ввічливому стилю)    | 십시오/으십시오 (сіпсіо/исіпсіо)        | 지 마십시오 (чі масіпсіо) |
| Середній (відповідає неофіційно-ввічливому стилю) | 세요/으세요 (сейо/исейо)                | 지 마세요 (чі масейо)     |
| Низький (відповідає панмалю)                      | рівна панмалю (або з закінченням 라 ра) | 지 말아라 (чі марара)     |

Приклади:
신문을 주십시오 (сінмуниль чусіпсіо) — Дайте газету (Ви)

## Пасивний стан дієслова
Пасивний стан дієслова утворюється від активного шляхом вставки 이/히/리/기 (і/хі/рі/кі) між основою дієслова і закінченням  다
읽다 (ікта) → 읽히다 (ількхіда) читати → читається

## Числівник
Яскравим прикладом впливу китайської мови на корейську є числівник. В корейській існує два види чисел — власно корейські і китайські (сино-корейські). Корейськими числами можна порахувати тільки до 99.
| Число | Корейський варіант | Китайський варіант |
| ----- | ------------------ | ------------------ |
| 1     | 하나 хана          | 일 іль             |
| 2     | 둘 туль            | 이 і               |
| 3     | 셋 сет             | 삼 сам             |
| 4     | 넷 нет             | 사 са              |
| 5     | 다섯 тасот         | 오 о               |
| 6     | 여섯 йосот         | 육 юк              |
| 7     | 일곱 ільгоп        | 칠 чхиль           |
| 8     | 여덟 йодоль        | 팔 пхаль           |
| 9     | 아홉 ахоп          | 구 ку              |
| 10    | 열 йоль            | 십 сіп             |

Перед іменниками і рахунковими словами 하나 (хана), 둘 (туль), 셋 (сет), 넷 (нет) и 스물 (симуль) скорочуються до 한 (хан), 두 (ту), 세 (се), 네 (не) и 스무 (симу)
Щоб утворити числівник більше 10 потрібно (як у японській та китайській) утворити це число з простих чисел, наприклад:
500 утворюється з числа 5 (о) і числа 100 (пек) → 500 (обек)
105 утворюється з числа 100 і числа 5 → 105 (пего)
30 утворюється з числа 3 (сам) і 10 (сіп) → 30 (самсіп)

### Порядкові числівники
| Корейський порядковий числівник | Китайський порядковий числівник |
| ------------------------------- | ------------------------------- |
| числівник + 째 (чче)            | 제 (че) + числівник             |

Винятком є лише числівник «перший» по-корейському рахунку — 첫째 (чхочче)

## Рахункове слово
Як і японська мова, корейська перейняла у китайської систему рахунку, в тому числі і рахункове слово (з кор. 수분류사 субуллюса). Рахункове слово може стояти лише після незчислюваних слів, які складають переважну більшість слів корейської мови.
Зазвичай конструкція з рахунковим словом має такий вигляд:
Іменник + числівник + рахункове слово
Але може зустрічатися і такий порядок:
Числівник + рахункове слово + родовий відмінок (의) + іменник
Для рахунку багатьох предметів вживається слово 개 (ке) річ
Найбільш вживані рахункові слова розміщені в наступній таблиці:
| Рахункове слово | Хангиль | Що рахує                           |
| --------------- | ------- | ---------------------------------- |
| Поль            | 벌      | одяг                               |
| Пун             | 분      | люди (ввічливо)                    |
| Чхок            | 척      | човни, судна                       |
| Чхе             | 채      | будинки                            |
| Те              | 대      | машини, літаки, електричні прилади |
| Тон             | 동      | будинки                            |
| Киру            | 그루    | дерева                             |
| Ква             | 과      | уроки                              |
| Квон            | 권      | книги                              |
| Чан             | 장      | папери                             |
| Кхйолле         | 켤레    | рукавички, шкарпетки               |
| Марі            | 마리    | тварини                            |
| Мйон            | 명      | люди                               |
| Пхогі           | 포기    | качани                             |
| Саль            | 살      | роки (з корейськими цифрами)       |
| Се              | 세      | роки (з китайськими цифрами)       |
| Тхон            | 통      | літери, листи, дзвінки, кавуни     |

## Післяйменник
В корейській мові не існує прийменника, натомість існує післяйменник. Післяйменник за граматичними функціями подібний до прийменника. Відмінність між ними полягає в тому, що прийменник стоїть перед словом, а післяйменник стоїть після нього.
В наступній таблиці подано найвживаніші післяйменники
| Післяйменник | Український варіант прийменника | Приклад вживання                                                             | Переклад                                                  |
| ------------ | ------------------------------- | ---------------------------------------------------------------------------- | --------------------------------------------------------- |
| 위 ві        | на                              | 선반 위에 책 두 권이 있었어요 сонбан ві-е чхек ту квоні іссоссойо            | На полиці було дві книги                                  |
| 아래 аре     | під                             |                                                                              |                                                           |
| 앞 ап        | перед                           |                                                                              |                                                           |
| 뒤 тві       | позаду                          | 내 뒤에 누구일까요? не тві-е нугу ільккайо?                                  | Позаду мене є хтось, як гадаєш?                           |
| 밖 пакк      | ззовні                          |                                                                              |                                                           |
| 사이 саі     | між                             |                                                                              |                                                           |
| 안* ан       | всередині                       | 학교 안에 부재자투표소가 들어선다 хаккйо ан-е пуджеджатхупхйосо-га тиросонда | Всередині школи я зайняв виборчу урну (щоб проголосувати) |

- Не слід плутати з 안 - заперечною часткою (також 안  може позначати проміжок часу (через, за))

Зазвичай до післяйменника приєднуються частки 에 е або 에서 есо

## Основні конструкції
Для дієслів:
• 못 (мот) — не вміти, не могти (повна форма 지 못 하다)
Якщо дієслово має в собі 하다, то 못 ставиться між іменником, що утворює дієслово, і 하다
공부하다 → 공부(를) 못 하다  не вміти вчитись
제가 오늘 학교에 못 가요  (чега ониль хаккйое мот кайо)   Сьогодні я не можу піти в школу
• ~ 고 싶다 (ко сіпта) хотіти
공부하고 싶다 (конбухаго сіпта) хотіти вчити
김치를 먹고 싶다  (кімчхіриль мокко сіпта)  Я хочу з'їсти кімчі
• 을까/ㄹ까 하다 (илькка/лькка хада) - думати зробити
•  을래(요)/ㄹ래요/실래요 (илле/лле/сілле(йо)) - виражає волю або намір мовця, в запитальних реченнях запитує думку або бажання співрозмовника, виражає ввічливе прохання зробити щось для мовця. Ввічливий варіант має форму 실래요.
• ~ 기로 하다 (кіро хада) вирішити щось робити
• ~ 고 있다 (ко ітта) виражає подовжену дію (аналог часам групи Continuous в англійській мові)
• ~ 기 위해서(для дієслова) (кі віхесо) для
• ~ форма на 아/어 + 야 + 하다 (а/о + я +хада) бути повинним щось зробити
• ~ 면/으면 (мйон/имйон) якщо (приєднується до дієслова без -다)
• ~  거나 (кона) або (для дієслів)
• ~ ㄴ/은+후에 (н/ин хуе) після того як
• ~ 기 전에 (кі чоне) перед тим як
• ~ 거든요 (кодинйо) - причина
• ~ дієприкметник у відповідному часі + 줄 알다/모르다 (чуль альда/морида) - знати/не знати щось. Час конструкції залежить від дієприкметника і дієслова
Для іменників:
• ~ 를 위해서 (риль віхесо) для того щоб
• ~ 만 (ман) тільки
• ~ 마다 (мада) кожен
• ~ 랑/이랑 (рань/ірань) - з чимось

## Приклади текстів

### Формальний неввічливий стиль
| Переклад | Транскрипція | Оригінал |
| --- | --- | --- |
| Стаття 15 1. Кожна людина має право на громадянство 2. Ніхто не може бути безпідставно позбавлений громадянства або права змінити своє громадянство Стаття 17 1. Кожна людина має право володіти майном як одноособово, так і разом з іншими. 2. Ніхто не може бути безпідставно позбавлений свого майна. | 1. модин сарамин кукчогиль каджіль кволліриль каджінда 2. они нугудо чаиджогиро часіне кукчогиль пактхальданьхаджі аніхамйон часіне кукчогиль пйонгйоньхаль кволлига пуінтведжі аніханда 1. модин сарамин тандогиро ппунман анира тарин сарамгва коньдоньиро чесаниль союхаль кволлириль каджінда 2. они нугудо чаиджогиро часіне чесаниль пактхальданьхаджі аніханда | 제 15 조. 1. 모든 사람은 국적을 가질 권리를 가진다 2. 어느 누구도 자의적으로 자신의 국적을 박탈당하지 아니하며 자신의 국적을 변경할 권리가 부인되지 아니한다 제 17 조. 1. 모든 사람은 단독으로 뿐만 아니라 다른 사람과 공동으로 재산을 소유할 권리를 가진다 2. 어느 누구도 자의적으로 자신의 재산을 박탈당하지 아니한다 . |

— Загальна декларація прав людини